# Lisa Brennan-Jobs
Lisa Brennan-Jobs, född 17 maj 1978, är en amerikansk författare. Hon är dotter till Steve Jobs. Jobs förnekade ursprungligen faderskap i flera år, vilket ledde till ett rättsfall och olika medierapporter under Apples tidiga dagar. Lisa och Steve Jobs försonades så småningom och han accepterade sitt faderskap. En tidig Apple-affärsdator, Apple Lisa, är uppkallad efter Brennan-Jobs.
Lisa Brennan-Jobs utexaminerades från Harvard University år 2001 och flyttade till Europa, där hon bodde i sju år.
Hennes essäer har publicerats i The Southwest Review, The Massachusetts Review, Harvard Crimson, The Harvard Advocate, Spiked, Vogue och O, The Oprah Magazine.